# Земовит VI Плоцкий
Земовит VI (пол. Siemowit (Siemowit); (2 января 1446 — 31 декабря 1461/1 января 1462) — князь плоцкий (1455—1462), белзский (1455—1462), равский (1455—1462) и визненский (1455—1462), старший сын мазовецкого князя Владислава I и Анны Олесницкой. Представитель Мазовецкой линии Пястов.

## Биография
В декабре 1455 года после смерти своего отца Владислава I девятилетний Земовит VI вместе со своим младшим братом Владиславом II унаследовал отцовское княжество вместе с городами Плоцк, Белз, Раву, Плоньск, Завкржу и Визну. При малолетних братьях-князьях Земовите и Владиславе стали регентами епископ плоцкий Павел Гижицкий (1455—1459) и мать Анна Олесницкая. В 1459 году 13-летний Земовит Плоцкий начал своё самостоятельное правление. В том же 1459 году после смерти княгини Маргариты Рациборской (вдовы Земовита V Равского) Земовит VI Плоцкий, будучи племянником последнего, присоединил к своим владениям Гостынинский удел.
Земовит VI Плоцкий стремился проводить независимую политику от Польши. В начале своего правления он вместе с князем варшавским Конрадом Рыжим заключил в Червиньске мирное соглашение с Тевтонским Орденом, против которого с 1454 года вел военные действия польский король Казимир IV Ягеллончик.
В ночь с 31 декабря 1461 на 1 января 1462 год 15-летний мазовецкий князь Земовит VI Плоцкий внезапно скончался.